# Championnats d'Asie de tir à l'arc 2009
Navigation
Édition précédente Édition suivante
Les championnats d'Asie de tir à l'arc 2009 sont une compétition sportive de tir à l'arc qui a été organisée en 2009 à Denpasar, en Indonésie. Il s'agit de la 16e édition des championnats d'Asie de tir à l'arc.

## Résultats

### Classique
| Event            | Or                                                        | Argent                                                    | Bronze                                                     |
| ---------------- | --------------------------------------------------------- | --------------------------------------------------------- | ---------------------------------------------------------- |
| Individuel homme | Kuo Cheng-wei Taipei chinois                              | Xing Yu Chine                                             | Jayanta Talukdar Inde                                      |
| Par équipe homme | Corée du Sud Kim Seong-hoon Lee Chang-hwan Lee Seung-yong | Inde Rahul Banerjee Jayanta Talukdar Mangal Singh Champia | Taipei chinois Wang Cheng-pang Kuo Cheng-wei Chen Szu-yuan |
| Individuel femme | Joo Hyun-jung Corée du Sud                                | Zhang Yunlu Chine                                         | Kim Yu-mi Corée du Sud                                     |
| Par équipe femme | Japon Sayami Matsushita Asako Matsunaga Miki Kanie        | Corée du Sud Joo Hyun-jung Kim Mun-joung Kim Yu-mi        | Chine Chen Yeqing Zhang Yunlu Ouyang Ruyu                  |

### Arc à poulie
| Event            | Or                                                                  | Argent                                                   | Bronze                                                             |
| ---------------- | ------------------------------------------------------------------- | -------------------------------------------------------- | ------------------------------------------------------------------ |
| Individuel homme | Isiah Rajendra Sanam Inde                                           | I Gusti Nyoman Puruhito Indonésie                        | Majid Gheidi Iran                                                  |
| Par équipe homme | Inde Srither Chinna Raju Ratan Singh Khuraijam Isiah Rajendra Sanam | Iran Reza Zamaninejad Amir Kazempour Mohammad Ali Karimi | Singapour Vinson Heng Adriel Chua Michael Ong                      |
| Individuel femme | Seok Ji-hyun Corée du Sud                                           | Narisara Tinbua Thaïlande                                | Manjudha Soy Inde                                                  |
| Par équipe femme | Corée du Sud Kwon Oh-hyang Seok Ji-hyun Seo Jung-hee                | Inde Jhano Hansdah Namita Yadav Manjudha Soy             | Iran Ensieh Haji Anzehaei Seyedeh-Vida Halimianavval Leila Sakhaei |